# ポーランド症候群
ポーランド症候群（ポーランドしょうこうぐん、英語: Poland syndrome）は、片側の大胸筋の欠損に、同側の合指症・短指症、肋骨・肋軟骨の低形成、乳房の低形成などを伴う先天性疾患である。
軽症例では無症状であるが、重症例では呼吸障害を呈する場合がある。

## 疫学
約20,000人の新生児に約1人の割合で発生する。男性は女性の2倍の頻度である。
男性では右側に多いが、女性では左右差はないとされる。

## 原因
ポーランド症候群の原因は不明であるが、胎児期の鎖骨下動脈末梢の血流不全が原因の一つと推定されている。
ポーランド症候群は非遺伝性であり、原因となる遺伝子は発見されていない。 

## 診断
診断は症状に基づいて行われる。未診断のままの場合や思春期まで気づかない場合もある。 

## 治療
症状の度合いにより異なり、外科的矯正を行う場合もある。 

## 歴史
1841年にアルフレッド･ポーランドが学生のときに剖検例を初めて報告したことから名付けられた。